# عقم (فسيولوجيا)
العقم هوعدم القدرة الفيسيولوجية على التكاثر الجنسي عند الكائنات الحية وأفراد الأنواع التي وُلدت عبر الطريق الجنسي. للعقم أسباب عديدة وواسعة، قد تكون وراثيةً كما في العقم عند حيوان البغل، أوقد تكون مكتسبة من البيئة كالتعرض لإصابات جسدية شديدة أوبعض الأمراض أونتيجة التعرض للإشعاع.

## آلية العقم
قد يحدث العقم الهجين نتيجة إنتاج ذرية مختلفة من الأنواع المترابطة ببعضها بشكل وثيق وتكاثرها، وتكون عادةً هذه الحيوانات عقيمة بسبب وجود الأعداد المختلفة من الصبغيات القادمة من الوالدين، ما يؤدي إلى خلل في توازن الذرية الناتجة، إذ ستكون قادرة على الحياة لكنها غير خصبة، كما يحدث مع البغل.
يمكن أن يحدث العقم أيضًا نتيجة ما يُعرف بالاصطفاء الاصطناعي/التناسل الانتقائي، عندما ترتبط سمة وراثية منتقاة ارتباطًا وثيقًا بالجينات المشاركة في تعيين الجنس أوتحديد الخصوبة، على سبيل المثال سلالات الماعز التي يُراد تناسلها انتقائيًا دون قرون، يؤدي ذلك إلى إنتاج عدد كبير من الأفراد ثنائية الجنس (المخنثة) بين الذرية وعادةً تكون ما عقيمة.
قد يحدث العقم أيضًا بسبب الاختلافات الصبغية لدى الفرد نفسه، وتُسمى هذه الحالة بالفسيفساء الجينية -سيكون لدى الشخص المصاب بها مزيج من خلايا سوية وأخرى مُصابة بالطفرة-. يمكن أن تؤدي أيضًا خسارة جزء ما من الصبغي إلى حدوث العقم، وذلك بسبب عدم انفصاله أثناء الانقسام.
تُعد متلازمة الذكر إكس إكس (XX male syndrome) سببًا آخر للعقم، إذ يُنقل العامل الواراثي المحدد للجنس الموجود على الصبغي (واي) واسمه أس آر واي إلى الصبغي إكس بسبب عدم التساوي في التعابر بين الصبغيين، يحدد العامل الوراثي إس آر واي جنس الفرد الناتج ويسبب تطور الخصيتين لديه، والنتيجة فرد نمطه الظاهري ذكر ولكن نمطه الجيني أنثى.

## الاستخدامات الاقتصادية للعقم
- إنتاج أنواع معينة من الثمار الخالية من البذور، مثل البندورة[2][3] أوالبطيخ (مع أن العقم ليس هوالطريقة الوحيدة المتاحة لإنتاج هذه الثمار).
- تقنية الحد من الاستخدام الجيني: هي طرق تهدف إلى الحد من استخدام النباتات المعدلة وراثيًا عن طريق جعل بذور الجيل الثاني عقيمة.
- السيطرة البيولوجية أوالمكافحة الحيوية، مثل الطرق التي تستخدم مصائد مُخصية للقطط (أي تهدف إلى جعل القطط غير قادرة على الإنجاب)، أومثل تقنية الحشرات العقيمة التي يُجرى بها إطلاق أعداد كبيرة من الحشرات العقيمة وتحريرها لتتنافس مع الحشرات الخصبة على الغذاء وجذب الأقران، يؤدي ذلك إلى تقليل تعداد الأجيال اللاحقة. يمكن استخدامها لمكافحة الآفات والأمراض المنتشرة عن طريق الحشرات مثل الملاريا في البعوض.
- بعض الحيوانات التي يمكنها أن تُنتج ذراري عقيمة بسبب التزاوج مع أنواع ذات صلة وثيقة بها، مثل البغل والحيوان الجيني والأسد الببري وحيوان التايجون.